# Splendido splendente
Splendido splendente è un brano della cantante pop rock italiana Donatella Rettore, pubblicato come singolo nel 1979 con l'etichetta Ariston, e incluso nell'album Brivido divino, uscito nello stesso anno. 

## Descrizione
Il brano, scritto dalla Rettore in coppia con Claudio Rego, su arrangiamenti di Pinuccio Pirazzoli, vede la partecipazione di Tullio De Piscopo alla batteria, ed è caratterizzato da un sound prettamente disco, genere di gran moda in quel periodo.
L'album in cui è inclusa la canzone, Brivido divino, è il terzo in studio dell'artista, ed è il primo della tetralogia realizzata dalla cantante per l'etichetta Ariston nel periodo 1979-1982 (continuata con Magnifico delirio, Estasi clamorosa e Kamikaze Rock 'n' Roll Suicide). Il singolo del 1979 conteneva sul lato B il brano Salvami, anch'esso scritto dalla coppia Rettore/Rego.

## Successo commerciale
Fino ad allora, nonostante la cantante avesse partecipato già al Festival di Sanremo 1974 con Capelli sciolti ed al Festival di Sanremo 1977 con il brano Carmela, era ancora poco conosciuta presso il grande pubblico, mentre, oltre il confine, aveva già venduto più di 500 000 copie nei paesi alpini, soprattutto Germania e Svizzera, con il singolo Lailolà.
Il singolo fu un grande successo di vendite e portò Rettore all'attenzione del grande pubblico italiano, raggiungendo la quarta posizione nella classifica settimanale dei singoli e il ventunesimo nella classifica generale di fine anno dei singoli più venduti. 

## Tematica
Il testo si distingue come lungimirante e anticipatorio del tema della chirurgia estetica e dell'ossessione per l'immagine, nonché per quello delle Identità non binarie. Un passaggio del testo infatti recita: "Uomo o donna senza età, senza sesso crescerà, per la vita una splendente vanità".

## Riconoscimenti
Nel corso degli anni il brano ha assunto lo status di vero e proprio cult, tanto da essere inserito nel 2007, assieme a un altro brano della cantante, Kobra, tra le 50 Canzonissime-fenomeno, all'interno del programma televisivo 50 canzonissime condotto da Carlo Conti su Rai 1. 

## Remix e cover
Il brano viene ripreso per la prima volta nel 1997 dalla band punk noise PORCICOMODI che ne fa una versione destrutturata e distorta pubblicata su gentile concessione dell'autrice nell'EP Sollecitazioni del 1998. Crotalo Ed. Musicali
Successivamente viene remixato nel 1999, in occasione del suo ventennale, dal Reshape Team, e pubblicato su etichetta Pull/Milestone Records con distribuzione Universal in vinile 12", e nel 2015 viene pubblicato anche in digitale e per lo streaming.
Nel 2000 esso sarà fonte di ispirazione della canzone Groovejet (If This Ain't Love), singolo di Spiller.
Nel 2005 la canzone viene remixato nuovamente da William Bottin e inserito nell'album Figurine e sul lato B del singolo Konkiglia.
Nel 2006 Petra Magoni incide una cover del brano per il suo album Musica Nuda.
Nel 2010 viene pubblicato un vinile 12" con tre remix ad opera di "Riva Starr feat. Rettore" dal titolo Splendido/Splendidub.
Nel 2012 la stessa Rettore incide una nuova versione della canzone per la raccolta Best of the Beast. Viene pubblicato anche un vinile white label con un remix in versione house del brano, ad opera di "Wid feat. Donatella Rettore".
Nel 2014 Genic & Rino Project realizzano una cover house del brano.
Nel 2018 Carlos Casella incide una cover della canzone per l'album Scorpio.
Nel 2019 gli Arminoise incidono una cover house del brano. Sempre nel 2019 viene pubblicato Splendido splendente (40th Anniversary Remixes), maxi singolo contenente numerosi remix per celebrare il quarantennale del brano ad opera della Relight Orchestra. Questa versione viene utilizzata nella colonna sonora della serie Netflix Suburra.
Nel 2021 Bovychulo campiona un passaggio della strofa originale per una cover Chillhouse della canzone. Sempre nel 2021 essa è stata cantata da La Rappresentante di Lista insieme alla stessa Rettore durante il Festival di Sanremo di tale anno nella serata dedicata alle cover.
Nel 2022 il brano viene cantato da Mietta nella terza edizione de Il cantante mascherato in occasione del duetto con la "maschera di SoleLuna". 
Tra gli altri artisti ad aver inciso cover della canzone si ricordano Alessandro Ristori, Cristina Polegri, Fer Ametrano, Genny Random, Regina Rey, Vivienne, Massimo Castellina, Tony Erre, Lost in Love, Gerardo Cilio, Tubadu, Sweet Caterina, Colorado Group, Italian Singers, Annalisa, Brioche.

## Utilizzo nei Mass Media
La canzone è stata utilizzata dall'emittente musicale MTV come sigla del programma Hitlist Italia.
Nel 2014 la versione interpretata da Carlos Casella è stata inserita nella colonna sonora della pellicola argentina Morte a Buenos Aires.
Nel 2015 Il brano viene inserito nella colonna sonora del film Io e lei diretto da Maria Sole Tognazzi con Margherita Buy e Sabrina Ferilli.
Nel 2018 il brano viene inserito nella colonna sonora del film Benedetta follia di Carlo Verdone.
Nel 2020 la versione remix ad opera della Relight Orchestra è stata inserita nella colonna sonora della terza stagione di Suburra - La serie.
Nel 2022 una versione del brano con un testo ad hoc è utilizzata per lo spot televisivo del sito Wallapop.

## Tracce
1. Lato A: Splendido splendente - 3:24 (Rettore/Rego)
2. Lato B: Salvami - 4:33 (Rettore/Rego)

## Formati
- 1979 - Splendido splendente/Salvami (Ariston, AR/00857, 18 cm, Italia)
- 1979 - Splendido splendente/Salvami (Ariston, AR/00857, 18 cm, vinile blu, Italia)
- 1979 - Splendido splendente/La mia più bella canzone d'amore (Telefunken, 6.12541 AC, 18 cm, Germania)

## Crediti
- Donatella Rettore: voce, testo
- Claudio Rego: musica, collaborazione alla realizzazione, chitarra folk, kazoo, effetti, cori
- Roberto Dané: produzione, missaggio, effetti, masterizzazione
- Gigi Cappellotto: basso elettrico
- Tullio De Piscopo: batteria, rototom, tubo
- Sergio Farina: chitarra elettrica
- Pinuccio Pirazzoli: arrangiamento, chitarra elettrica, pianoforte, polimoog, effetti
- Oscar Rocchi: pianoforte elettrico
- Claudio Pascoli: sax
- Roberto Villicich: tecnico del suono per la registrazione

## Classifiche
| Classifica (1979) | Posizione massima |
| ----------------- | ----------------- |
| Italia            | 6                 |

### Classifiche di fine anno
| Classifica (1979) | Posizione |
| ----------------- | --------- |
| Italia            | 25        |